# 莫諾哈爾迪烏帕齊拉
莫諾哈爾迪乌帕齐拉是孟加拉国諾爾辛迪縣的一个乌帕齐拉，位於達卡专区的諾爾辛迪縣。。

## 人口
據1991年孟加拉國人口普查，莫諾哈爾迪共有戶數47,397戶，人口275112人。其中男性佔比50.39%，女性佔比49.61%；成年人口122,359人。該地7歲以上人口之平均識字率為27.3%，低於全國平均值（32.4%）。